# Henriettea duckeana
Henriettea duckeana är en tvåhjärtbladig växtart som först beskrevs av Frederico Carlos Hoehne, och fick sitt nu gällande namn av Penneys, Michelangeli, Judd och Frank Almeda. Henriettea duckeana ingår i släktet Henriettea och familjen Melastomataceae. Inga underarter finns listade i Catalogue of Life.